# Océanographie physique
L'océanographie physique est l'étude de l'état et des processus physiques au sein de l'océan, principalement des mouvements et des propriétés des masses d'eau océaniques.
L'océanographie physique est une des cinq branches que compte l'océanographie, les quatre autres étant la biologie marine, l'océanographie chimique, la géologie marine et la météorologie marine. L'océanographie physique s'intéresse à des cas particuliers de la dynamique des fluides géophysiques.

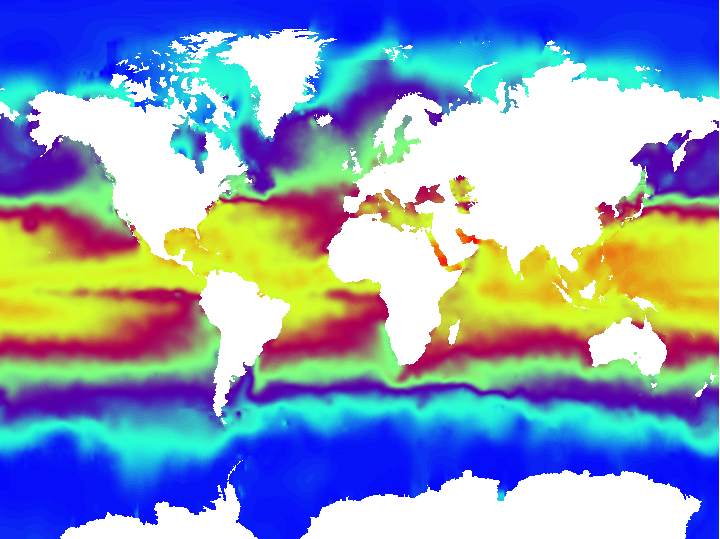
Température globale de surface observée en juillet 2010.

## Introduction
Matthew Maury, un des pionniers de l'océanographie a dit en 1855 : « Notre planète est recouverte par deux immenses océans ; l'un visible, l'autre invisible ; l'un sous nos pied, l'autre au-dessus de notre tête ; l'un l'enveloppe entièrement, l'autre couvre environ les deux tiers de sa surface ». Le rôle essentiel des océans dans le façonnement de la Terre est reconnu par les écologistes, les géologues, les géographes et tous ceux qui s'intéressent au monde physique. Le caractère unique de notre planète est en grande partie dû à la présence d'océans.
Environ 97 % du volume d'eau sur la Terre se trouve dans les océans et ce sont ces mêmes océans qui constituent la principale source de vapeur d'eau pour l'atmosphère et par conséquent des précipitations sous forme de pluie ou de neige sur les continents (Pinet 1996, Hamblin 1998). D'autre part, l'énorme capacité calorifique des océans modère le climat de la planète et l'absorption par l'océan de nombreux gaz affecte la composition de l'atmosphère. L'océan va jusqu'à modifier la composition des roches volcaniques au fond des océans, tout comme la composition des gaz et magmas créés dans les zones de subduction. Une Terre sans océan serait certainement méconnaissable.

## Morphologie
Les océans sont bien plus profonds que les continents ne sont élevés. L'élévation moyenne des terres émergées de notre planète n'est que de 840 mètres, alors que la profondeur moyenne océanique est de 3 800 mètres. Malgré cette différence importante, les extrema comme les dorsales et les fosses sont rares aussi bien pour les fonds marins que pour les terres émergées.

## Les processus océaniques rapides
Les mouvements rapides sont largement dominés par les ondes de gravité, en particulier les vagues et la marée. Les vagues assurent un rôle primordial dans les interactions entre l'océan et l'atmosphère car elles déterminent (et sont aussi déterminées par) le frottement du vent à la surface de l'océan. D'autres ondes de gravité, les ondes internes, puisent leur énergie des ondes de surface et jouent aussi un rôle important, en particulier lors de leur déferlement dans les grandes profondeurs, ce qui entraîne un mélange partiel des eaux profondes et permet de maintenir la circulation océanique actuelle. Toutes ces ondes produisent des mouvements turbulents lors de leur déferlement ou bien à cause du frottement sur le fond. Les processus océaniques rapides peuvent être étudiés de façon dynamique ou énergétique.

## Les processus océaniques lents
L'un des phénomènes lents le plus observé en océanographie est la circulation globale engendrée par le vent, la densité des masses d'eau ainsi que la bathymétrie. Cette circulation est aussi appelée circulation thermohaline car la salinité et la température des masses d'eau influent fortement sur le contenu halin de l'eau, on trouve aussi le terme anglais MOC pour Meridional Overturning Circulation. Une des illustrations, bien connue du grand public, de la circulation thermohaline est le Gulf Stream.

## Les outils de l'océanographie physique
Pour mesurer des tendances, des corrélations entre différents paramètres physiques, vérifier des théories, les océanographes disposent de plusieurs outils :

### Les observations
Les observations in-situ ont été les premières sources d'information sur l'océan. Des instruments très divers ont été produits au cours de l'histoire de l'océanographie, actuellement parmi tous les appareils de mesure, on peut citer :
- des flotteurs dérivants (par exemple le réseau de flotteurs Argo)[1] ;
- des mesures de thermosalinographe embarquée à bord de navire de commerces, militaires ou océanographiques ;
- des XBT[2] (Xpendable Bathythermograph) lancés en mer par les militaires surtout avant les années 2000 ;
- des animaux équipés de capteurs (salinité et température pour la plupart mais aussi accéléromètre ou oxygène). Parmi ces animaux, il y a les éléphants de mer[3] ou les phoques [4] mais aussi des albatros, des manchots, des requins et bientôt des orques. Ils permettent d’acquérir des données dans des régions très inhospitalières (surtout l'Antarctique et les TAAF), à des coûts bien moins important que les bateaux océanographiques, durant des périodes longues et les résultats sont utilisables à la fois par les biologistes et les physiciens ;
- des bouées ancrées à des positions définies (près des côtes, dans les estuaires mais aussi au large) ;
- des sondes CTD pour Conductivity, Temperature, Depth généralement réalisées lors de campagnes océanographiques[5] ;
- des marégraphes ;
- des gliders sous-marins[6].

Certaines de ces mesures sont financées par le projet européen MyOcean, et sont collectées par les DAC : AOML (USA), MEDS (Canada), JMA (Japon), Coriolis (France), BODC (UK), CSIRO (Australie), etc. Toutes ces observations sont stockées dans des bases de données telles que Coriolis gérée par l'Ifremer ou le WOD de la NOAA. Les données sont consultables et téléchargeables.

### Les modèles
Les modèles utilisés par les océanographes physiciens sont des représentations mathématiques-informatiques de variables physiques tel que les courants, les vagues, les marées, les niveaux de l'océan, la température, la salinité, etc. Ces modèles océaniques peuvent être forcés par des observations ou réanalyses atmosphériques (vents, flux de chaleur, flux d'eau douce, flux de gaz ou de matière) pour l'étude de la réponse océanique aux fluctuations atmosphériques ; ils peuvent être couplés avec un modèle atmosphérique pour l'étude ou la prévision du climat, ou couplés avec des modèles biochimiques pour l'étude des écosystèmes marins. Ce sont des outils complexes qui ont beaucoup progressé depuis les années 1980. Les modèles océaniques aux équations primitives procurent aujourd'hui des représentations assez réalistes des évolutions observées dans la nature en trois dimensions. Les simulations de l'océan global ou de sous-régions diffèrent notamment par leur résolution horizontale : les simulations globales les plus fines actuellement ont des résolutions de l'ordre du 1/10° (une dizaine de kilomètres à l'équateur), et les simulations régionales peuvent atteindre 100 m de résolution horizontale ou davantage. Les simulations numériques complètent les connaissances issues des observations ou de développements théoriques, mais requièrent une évaluation précise au regard de ces informations. Lorsque cela est nécessaire (initialisation de prévisions, synthèse des observations passées), l'assimilation de données océaniques spatiales et in-situ permet de contraindre l'état simulé des océans à rester proche de son état mesuré, en prenant en compte les incertitudes des observations et des modèles eux-mêmes.

### L'altimétrie
Des satellites comme l'European Remote-Sensing Satellite (ERS2) apportent d'autres informations sur la surface océanique comme la rugosité de l'eau (les vagues), la couleur de l'eau (turbidité), la hauteur des océans (Sea Surface Heigth), ou encore la salinité. Ces données altimétriques alimentent également des modèles d'océans et sont parfois croisées avec les données in-situ.

### Les théories
De nombreuses théories issues de la dynamique des fluides ont été appliquées en océanographie pour expliquer des courants, des ondes, des circulations. Parmi les plus connues, on peut citer celles de l'Harald Sverdrup et de Vagn Walfrid Ekman (Transport d'Ekman) qui établissent des ponts entre océan et atmosphère.

## Les laboratoires français
| Abréviation         | Nom du laboratoire                                             | Localisation                        |
| ------------------- | -------------------------------------------------------------- | ----------------------------------- |
| LOPS                | Laboratoire d'Océanographie Physique et Spatiale               | IUEM, Brest, Plouzané Technopole    |
| LOCEAN              | Laboratoire d’Océanographie et du Climat                       | Paris Institut Pierre-Simon-Laplace |
| IGE                 | Institut des Géosciences de l’Environnement                    | Grenoble                            |
| MEOM Research Group | MultiscalE Ocean Modelling group                               | Grenoble                            |
| LEMAR               | Laboratoire des Sciences de l'Environnement Marin              | IUEM Brest, Plouzané                |
| LOV                 | Laboratoire d’Océanographie de Villefranche                    | Villefranche-sur-Mer                |
| LEGOS               | Laboratoire d'Études en Géophysique et Océanographie Spatiales | Toulouse, Cotonou, Nouméa           |
| MIO                 | Institut Méditerranéen d'Océanologie                           | Marseille                           |

## Laboratoires et institutions internationaux
| Abréviation | Nom de l'institution                                         | Localisation                       |
| ----------- | ------------------------------------------------------------ | ---------------------------------- |
| NODC        | National Oceanographic Data Center                           | Silver Spring Maryland USA         |
| CSIRO       | Commonwealth Scientific and Industrial Research Organisation | Clayton South, Victoria, Australie |
| WHOI        | Woods Hole Oceanographic Institution                         | Woods Hole, Massachusetts, USA     |
| BODC        | British Oceanographic Data Center                            | Liverpool UK                       |
| AOML        | Atlantic Oceanographic and Meteorological Laboratory         | Miami, Floride USA                 |
| KORDI       | Korean Oceanographic Research and Development Institute      | Ansan-si, Corée                    |
| INCOIS      | Indian National Center for Ocean Information Service         | Hyderabad Inde                     |
| JMA         | Japan Meteorological Agency                                  | Tokyo Japon                        |
| CSIO        | China Second Institute of Oceanography                       | Chine                              |